# Теблоевы
Тебло́евы (осет. Теблойтæ) — осетинская (кударская) фамилия.

## Происхождение рода
По преданию, предка Теблоевых звали Гулар. Он жил в селении Тиб Мамисонского ущелья. У Гулара было четыре сына: Засе, Кошой, Теблой, Хуга. Они преселились в Южную Осетию и обосновались у реки Джоджора. Сначала братья называли себя Гуларовыми, но когда разделились, основали новые фамилии — Засеевы, Кошоевы, Теблоевы, Хугаевы. Теблоевы жили в Масыгуате.

## Известные представители
- Анатолий Григорьевич Теблоев (род. 1974) — российский футболист, полузащитник.
- Ацамаз Георгиевич Теблоев (род. 2000) — российский борец вольного стиля.
- Касполат Лактеевич Теблоев (ум. 1956) — гвардии лейтенант, лётчик испытатель, штурман.[2]
- Ролланд Антонович Теблоев — декант факультета ФЗДО, кандидат технических наук, доцент.[3]